# Claude Fauchet (1530-1602)
Pour les articles homonymes, voir Claude Fauchet.
Claude Fauchet, né à Paris le 3 juillet 1530 et mort en janvier 1602, est un magistrat, humaniste et historien français.
Il suivit le cardinal de Tournon en Italie (1550-1554). Il fut premier président de la Cour des monnaies et fut nommé historiographe de France par Henri IV. Il fut l'un des premiers qui se soient occupés à recueillir les anciennes chroniques et les anciens auteurs français.

## Ouvrages
- Recueil des Antiquités gauloises et françaises, 1579
- Recueil de l'origine de la langue et poésie française, 1581 Texte en ligne
- Les Œuvres de C. Cornelius Tacitus... assavoir : les Annales et Histoires des choses advenues en l'Empire de Rome depuis le trespas d'Auguste ; la Description des mœurs et des peuples de Germanie ; la Vie de Jules Agricola..., (Traduction), 1582.
- Origines des dignités et magistrats de France. Origines des chevaliers, armoiries et héraux, ensemble de l'ordonnance, armes et instruments desquels les Français ont anciennement usé en leurs guerres, 1600 Texte en ligne
- Fleur de la maison de Charlemagne, suite des Antiquités gauloises et françaises, 1601
- Déclin de la maison de Charlemagne, suite des Antiquités gauloises et françaises, 1602
- Les Œuvres de feu M. Claude Fauchet, premier president de la Cour des Monnaies, 1610